# Holoneurus olschwangi
Holoneurus olschwangi är en tvåvingeart som beskrevs av Boris Mamaev 1990. Holoneurus olschwangi ingår i släktet Holoneurus och familjen gallmyggor. Inga underarter finns listade i Catalogue of Life.